# Portugal International 2021
Die Portugal International 2021 fanden vom 6. bis zum 9. Mai 2021 in Caldas da Rainha statt. Sie wurden im Centro de Alto Rendimento de Badminton ausgetragen, dem Leistungszentrum des portugiesischen Badmintonverbands Federação Portuguesa de Badminton. Es war die 56. Auflage dieser internationalen Titelkämpfe von Portugal im Badminton.

## Sieger und Platzierte
| Disziplin    | Gold                                 | Silber                          | Bronze                                 |
| ------------ | ------------------------------------ | ------------------------------- | -------------------------------------- |
| Herreneinzel | Ditlev Jæger Holm                    | Max Weißkirchen                 | Niluka Karunaratne                     |
| Herreneinzel | Ditlev Jæger Holm                    | Max Weißkirchen                 | Arnaud Merklé                          |
| Dameneinzel  | Laura Sárosi                         | Marie Batomene                  | Sophia Grundtvig                       |
| Dameneinzel  | Laura Sárosi                         | Marie Batomene                  | Milena Schnider                        |
| Herrendoppel | Mads Pieler Kolding Frederik Søgaard | Emil Lauritzen Mads Vestergaard | Rory Easton Zach Russ                  |
| Herrendoppel | Mads Pieler Kolding Frederik Søgaard | Emil Lauritzen Mads Vestergaard | Callum Hemming Steven Stallwood        |
| Damendoppel  | Christine Busch Amalie Schulz        | Kati-Kreet Marran Helina Rüütel | Natasja P. Anthonisen Clara Graversen  |
| Damendoppel  | Christine Busch Amalie Schulz        | Kati-Kreet Marran Helina Rüütel | Jessica Hopton Jessica Pugh            |
| Mixed        | Callum Hemming Jessica Pugh          | William Villeger Sharone Bauer  | Emil Lauritzen Iben Bergstein          |
| Mixed        | Callum Hemming Jessica Pugh          | William Villeger Sharone Bauer  | Mads Vestergaard Natasja P. Anthonisen |